# 케크롭스 2세
케크롭스 2세(Cecrops II)는 아테네의 왕으로 판디온 1세의 반전설적인 아들, 또는 손자였다. 
그리고 그는 그의 형제 에렉테우스로부터 아테네의 왕좌를 계승하였다. 다른 전설에는 에렉테우스가 그의 아버지라고도 한다. 에렉테우스 사후 그의 사위 크수토스가 왕위를 계승하였다는 이온의 신화도 존재하여 전설들 간에 앞뒤가 맞지 않는다. 그는 그의 아들 판디온 2세에게 왕위를 넘겨주었다. 
| 전임 에렉테우스 | 제9대 아테나이의 왕 기원전 1347년 ~ 기원전 1307년 | 후임 판디온 2세 |